# Zvonimir Jelačić Bužimski
Zvonimir Jelačić Bužimski (Otočac, 5. srpnja 1927.) je hrvatski kazališni, televizijski i filmski glumac.

## Filmografija

### Televizijske uloge
- "Stipe u gostima" kao Rudi (2009.)
- "Odmori se, zaslužio si" kao čovjek u bijelom (2008.)
- "Zlatni vrč" kao lovac (2004.)
- "Naši i vaši" kao penzioner Leo (2002.)
- "Vuk Karadžić" (1987.)

### Filmske uloge
- "Od šaptačice do glasnogovornika" kao sudionik dokumentarca (2008.)
- "Ispod crte" kao pacijent (2003.)
- "Generalov carski osmijeh" kao Miro Gavez (2002.)
- "Kraljica noći" kao gladni bolesnik (2001.)
- "Holding" kao Lojzek (2001.)
- "Sloboda" kao Nunzio Spitalieri (1972.)

## Vanjske poveznice
- Zvonimir Jelačić Bužimski u internetskoj bazi filmova IMDb-u (engl.)
- Stranica na HNKVŽ.hr